# Federico Aguerre
Federico Aguerre (Godoy Cruz, Mendoza, 27 de octubre de 1988) es un jugador de baloncesto argentino que mide 2,03 metros y alterna en las posiciones de alero y ala-pívot. Actualmente juega en San Martín de Corrientes de la Liga Nacional de Básquet de Argentina.

## Biografía
Aguerre se formó como baloncestista en las canteras de los clubes Obras y Mendoza de Regatas de su provincia natal, hasta que fue reclutado por Boca Juniors en 2004. Su debut en la Liga Nacional de Básquet de Argentina fue el 6 de noviembre de 2006 en un partido frente a Obras Sanitarias. En esa temporada su club se terminaría consagrándose campeón.
En 2008 pasó a préstamo a Argentino de Junín, club que en ese entonces militaba en el Torneo Nacional de Ascenso, la segunda categoría del baloncesto profesional argentino. Allí promedió 9.2 puntos (57.5 % en tiros de dos puntos, 33.3 % en triples y 69.8 % en tiros libres), 4.3 rebotes y 10.4 puntos de valoración en 20.12 minutos de juego en los 32 partidos disputados. 
Al culminar su temporada con los juninense firmó un contraato con el club español Joventut de Badalona, pero fue inmediatamente cedido al CB Prat de la LEB Plata para adquirir experiencia en el baloncesto competitivo.
Luego de un año en Europa, Aguerre retornó a su país para sumarse al proyecto de Weber Bahía Estudiantes. Tras dos temporadas en las que se consolidó como jugador, Boca Juniors lo reincorporó a sus filas. Allí disputaría sus dos siguientes campañas en la LNB. 
En 2014 inició un bienio como jugador de Gimnasia Indalo, mientras que en 2016 haría lo mismo en San Martín de Corrientes. La temporada 2018-19 de la LNB la disputó como parte del plantel de Quimsa, volviendo a vestir la camiseta de Boca Juniors en el 2019.

«Estoy contento de volver a Boca, el club que me formó, donde pasé varios años y los mejores de chico. Estoy agradecido con el club por poder sumarme al equipo esta temporada.» «Que haya estado en Boca influyó, conozco mucho el club y obviamente están muy bien. Como organización, Boca es de las mejores del país.»
Fede Aguerre en 2019, al volver a Boca.

Tras tres temporadas con el club porteño, finalmente decidió dejar su país y fichar con el União Corinthians del Novo Basquete Brasil. Sólo jugó 19 partidos con su equipo, en los que registró marcas de 	13,8 puntos, 5,8 rebotes y 2,1 asistencias por juego. 
Dado que su club no ingresó a los playoffs, en abril de 2023 migró a Colombia para jugar con los Titanes de Barranquilla en la Liga Wplay de Baloncesto. Sin embargo sólo pudo jugar los partidos iniciales del certamen antes de lesionarse y rescindir su contrato. En agosto de 2023, ya recuperado de su lesión, retornó al Novo Basquete Brasil para unirse a Pinheiros. Tras quedar su equipo eliminado de los playoffs a fines de abril de 2024, Aguerre fue repatriado por Riachuelo de la LNB para sustituir a Anthony Young. Dado que Riachuelo no entró en la etapa de playoffs, Aguerre dejó el club tres semanas después y se unió a Olímpico como sustituto de Tomás Zanzottera. Con la eliminación de su equipo en semifinales, partió rumbo a Colombia para reforzar a los Caribbean Storm Llaneros en las semifinales del campeonato local, instancia que su equipo no pudo superar. 
En julio de 2024 se confirmó su regreso a Riachuelo. Al culminar la temporada, su equipo dejó la competición por problemas económicos, por lo que Aguerre pasó a las filas de San Martín de Corrientes.

### Clubes
| Club                     | País      | Año             |
| ------------------------ | --------- | --------------- |
| Boca Juniors             | Argentina | 2006 - 2008     |
| Argentino de Junín       | Argentina | 2008 - 2009     |
| CB Prat                  | España    | 2009 - 2010     |
| Weber Bahía Estudiantes  | Argentina | 2010 - 2012     |
| Boca Juniors             | Argentina | 2012 - 2014     |
| Gimnasia Indalo          | Argentina | 2014 - 2016     |
| San Martín de Corrientes | Argentina | 2016 - 2018     |
| Quimsa                   | Argentina | 2018 - 2019     |
| Boca Juniors             | Argentina | 2019 - 2022     |
| União Corinthians        | Brasil    | 2022 - 2023     |
| Titanes de Barranquilla  | Colombia  | 2023            |
| Pinheiros                | Brasil    | 2023 - 2024     |
| Riachuelo                | Argentina | 2024            |
| Olímpico                 | Argentina | 2024            |
| Caribbean Storm Llaneros | Colombia  | 2024            |
| Riachuelo                | Argentina | 2024 - 2025     |
| San Martín de Corrientes | Argentina | 2025 - Presente |

## Selección nacional

### Juvenil
Aguerre representó a su país en el Campeonato Sudamericano de Baloncesto de Cadetes de 2004 y en el Campeonato Sudamericano de Baloncesto Sub-17 de 2005, obteniendo el título en ambas ocasiones. En el verano de 2006 participó en los Global Games de Dallas, Texas, donde los argentinos se quedaron con la medalla de bronce. Asimismo integró el plantel que fue subcampeón del Campeonato FIBA Américas Sub-18 de 2006 y el que terminó decimosegundo en el Campeonato Mundial de Baloncesto Sub-19 de 2007. En ese último torneo actuó en 9 partidos, promediando 8.6 puntos y 4 rebotes por encuentro. 

### Absoluta
A partir de 2008 comenzó a recibir convocatorias para jugar en la selección mayor de Argentina. Sergio Hernández lo designó en la escuadra de entrenamiento que ayudó a la preparación del equipo que compitió en los Juegos Olímpicos de Pekín. 
En 2010 actuó en el Campeonato Sudamericano de Baloncesto en Colombia, donde su equipo obtuvo el subcampeonato tras caer en la final ante Brasil. Antes de ello había integrado el seleccionado denominado Argentina Proyección 2014-2018, creado para darle rodaje internacional a los jugadores que debían ser los sucesores de la Generación Dorada. Con ese equipo disputó una serie de partidos amistosos en China y Australia.
En 2013 fue convocado para participar en la Copa Stankovic. Fue miembro del equipo nacional que compitió en los torneos de baloncesto masculino de los Juegos Suramericanos de 2014 y de los Juegos Panamericanos de 2015. También jugó por segunda vez el Campeonato Sudamericano de Baloncesto en su edición de 2016 desarrollada en Venezuela. 
Posteriormente sería nuevamente convocado para jugar en los partidos de clasificación para la Copa Mundial de Baloncesto y para la FIBA AmeriCup. 

## Palmarés

### Campeonato Nacionales
| Título                    | Club            | País      | Año     |
| ------------------------- | --------------- | --------- | ------- |
| Copa Argentina de Básquet | Boca Juniors    | Argentina | 2006    |
| Liga Nacional de Básquet  | Boca Juniors    | Argentina | 2006-07 |
| Torneo Súper 4            | Gimnasia Indalo | Argentina | 2015    |

### Distinciones
- Mejor Alero de la LNB : 2014-15.
- Juego de las Estrellas de la LNB:  2015.